# Prinsendaalder

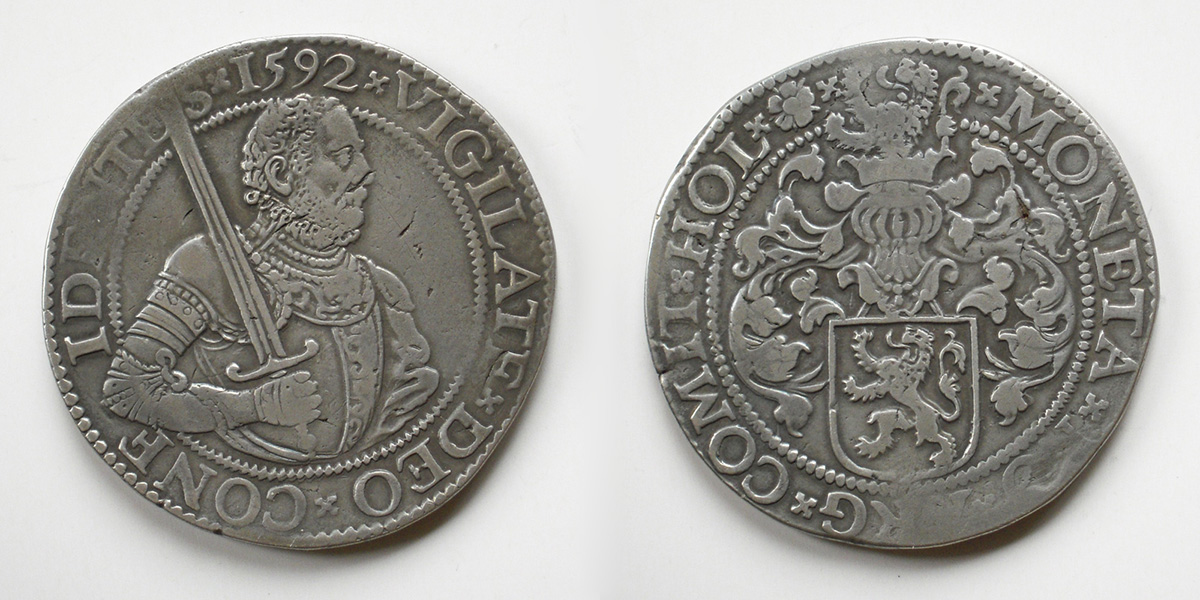
Holland, prinsendaalder 1592, geslagen te Dordrecht

De gehelmde rijksdaalder, meestal prinsendaalder  genoemd, is een grote zilveren munt die is ingevoerd door de Staten van Holland in 1583. Het is de enige officiële Nederlandse munt waarop Willem van Oranje is afgebeeld. De prinsendaalder werd geslagen in twee periodes: 1583-1585 en 1591-1602.

## Eerste emissie 1583-1585
In Holland was de behoefte ontstaan om naast de pas ingevoerde leeuwendaalder een zwaardere rijksdaalder aan te munten die voldeed aan de Duitse rijkswetten van 1559 en 1566, waaraan in  de Oostzeehandel grote behoefte bestond. 
Tegelijkertijd wensten de Staten van Holland in de strijd tegen Spanje een hechtere band met de Prins dan het stadhouderschap; zo viel het besluit hem tot graaf van Holland te benoemen, zij het met zeer beperkte bevoegdheden.
De nieuwe Hollandse rijksdaalder van 1583 had hetzelfde gehalte, gewicht en uiterlijk als de Duitse rijksdaalders en had een gewicht van 29,03 g, een zilvergehalte van 0,885 en een koers van 42 (sinds 1586 van 45) stuivers. Alleen het portret op de munt was dat van Willem van Oranje. Formeel was dit niet mogelijk, omdat Willem nog niet ingehuldigd was. Men liet daarom voorlopig zijn naam en titels nog weg. Deze munt was een  propagandamiddel van de Staten van Holland om de andere gewesten ertoe te bewegen om Oranje ook als hun landsheer te erkennen.
De voorzijde van de munt, vanaf toen bekend als prinsendaalder, toont een geharnast borstbeeld van Willem van Oranje met een geschouderd zwaard in de rechterhand, ontleend aan een daalder van Maurits van Saksen (1521-1553), de schoonvader van Willem van Oranje. Het omschrift bevat de spreuk Vigilate Deo confidentes “Waakt, vertrouwende op God”. De keerzijde toont een gehelmd provinciewapen.
Tot Willems benoeming tot graaf van Holland kwam het echter niet. Enkele dagen voor zijn inhuldiging werd Willem van Oranje te Delft vermoord op 10 juli 1584. 

## Tweede emissie 1591-1602
In 1586 werd de prinsendaalder vervangen door de leicesterreaal, maar in 1591 besloten de Staten van Holland merkwaardig genoeg tot een nieuwe emissie prinsendaalders. Het voorstel werd gehonoreerd om “wederom te munten den Rijksdaler eertijds in de jaaren 1583 en 1584 bij hem gemunt, met de figuere en borstbeeld van Sijne Princelijke Excellentie, hoogloffelijker memorie, en met de inscriptie vigilate Deo confidentes, welke daler oostwaarts en allesints wel bekent ende gewilt is.” Koopmanschap en verering gingen hier dus hand in hand. Immers, de vraag naar deze rijksdaalder in de Oostzeelanden was doorslaggevend bij de herinvoering.
De gewesten Utrecht, Gelderland, Zeeland en West-Friesland gingen toen ook prinsendaalders slaan. Pas in 1606 kwam de aanmunting van de prinsendaalder definitief tot staan met de invoering van de Nederlandse rijksdaalder.